# Magirus

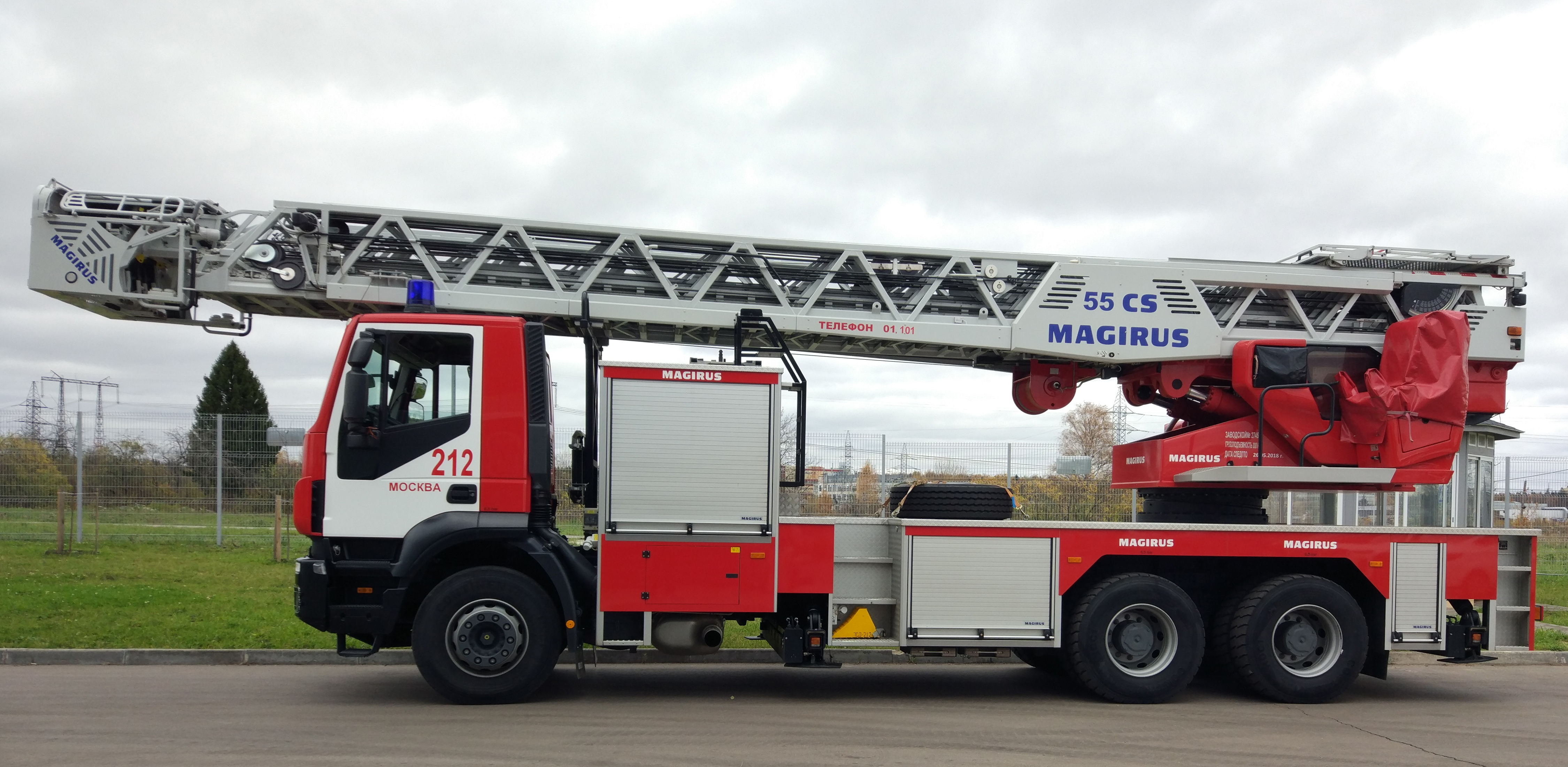
Hasičský vůz Magirus s otočným žebříkem

Magirus GmbH je výrobce nákladních automobilů se sídlem ve městě Ulm v Německu, který založil Conrad Dietrich Magirus (1824–1895). V roce 1866 začala firma vyrábět hasičské vozy a před první světovou válkou zde začala výroba nákladních automobilů a autobusů. Tato vozidla si vysloužila pověst vysokých standardů a byla schopna pracovat v těch nejnáročnějších podmínkách.
Společnost také vynalezla otočný žebřík Magirus Leiter, který se rychle stal základním prvkem hasičského vybavení po celém světě.
Mateřskou společností byla firma Klöckner Humboldt Deutz AG, výrobce známých motorů Deutz, takže běžně používanou značkou byla Magirus-Deutz a krátce Klöckner. Logo Magirus Deutz bylo stylizované M s ostrým a dlouhým středovým bodem, které reprezentovalo věž katedrály v Ulmu.
V roce 1975 se společnost Magirus stala součástí skupiny Iveco a poté na krátkou dobu vyráběla nákladní vozy Magirus pod značkou Iveco Magirus, než od ni ve většině zemí zcela opustila. Spolupráce společnosti Klöckner Humboldt Deutz s Fiatem skončila náhle a ne zcela harmonicky v roce 1979 a společnost Fiat už nebyla majitelem značky Magirus-Deutz. Nicméně nákladní vozy Iveco však byly prodávány pod značkou Magirus v Německu a dalších evropských trzích a na blízkém východě až do konce 80. let. Dnes je značka Magirus používána pouze pro firemní sekci požární techniky, nikoliv pro celou řadu vyráběných nákladních automobilů.
Většina vozů firmy Magirus byla také známá jako Magirus-Deutz, protože jejich vzduchem chlazený motor pocházel z továrny Deutz AG. Tyto motory se stále prodávají pro zemědělské a námořní využití.